# Банда Пети Бар
Банда Пети Бар (фр. Gang du Petit Bar) — корсиканская организованная преступная группировка. Считается, что Банда Пети Бар происходит от банды известного корсиканского гангстера Жана-Жерома Колонна и занималась вымогательством. В мае 2007 года были арестованы четверо членов банды в возрасте около 30 лет, дети владельцев магазинов и государственных служащих, не имеющих связей с корсиканскими сепаратистами. Своим названием группа обязана «Petit Bar» в Аяччо, собственности Анж-Мари Микелози, «лейтенанта» Жана-Жерома Колонна.

## Члены банды
- Жак Сантони[англ.] (род. в 1978 года) — лидер банды.
- Анж-Мари Микелози[фр.] (1954—2008) — в прошлом «лейтенант» Жана-Жерома Колонна и владелец «Petit Bar» в Аяччо[4].
- Андре Баккиоллелли (André Bacchiolelli), известный как «Деде» («Dédé»)[5] — арестован 5 июля 2021 года в Аяччо по обвинению в покушении на умышленное убийство в составе организованной группы, преступном сообществе и сокрытии в составе организованной группы, заключен в тюрьму[6].
- Жоан Карта (Johann Carta), известен как «управляющий Petit Bar» — управляющий рестораном «La Plage d’Argent», играл ключевую роль в коммерческих делах банды и в операциях с недвижимостью, с 2022 года владелец и президент профессионального футбольного клуба «Газелек Аяччо»[7].
- Анж-Мари Гаффори (Ange-Marie Gaffory)[8], известен связами с политиками и бизнесменами[9][10].
- Пьер-Франсуа Луччони (Pierre-François Luccioni) — бывший менеджер Petit Bar[8][10].
- Паскаль Порри (Pascal Porri), известный как «Лампочка» («l’ampoule») — в 2011 году приговорен к шести годам лишения свободы за «участие в преступном сообществе»[11]. В 2019 году приговорен к шестнадцати месяцам тюремного заключения за сокрытие неправомерного использования корпоративных активов и отмывание денег с женой Валери Мурен и предпринимателем Энтони Перрино[12]. Вновь арестован 15 сентября 2021 года в Порто-Веккьо[6].
- Стефан Рэйбье (Stéphane Raybier) — друг детства Жака Сантони и один из основателей банды[9]. Покончил жизнь самоубийством в тюрьме в феврале 2021 года[13].